# Serra Pedace
Serra Pedace, jusqu'en 2017 une commune, est une frazione de Casali del Manco de la province de Cosenza, dans la région de Calabre, en Italie.

## Administration
| Période                                  | Période | Identité | Étiquette | Qualité |
| ---------------------------------------- | ------- | -------- | --------- | ------- |
|                                          |         |          |           |         |
| Les données manquantes sont à compléter. |         |          |           |         |

### Hameaux
Silvana Mansio

### Communes limitrophes
Casole Bruzio, Pedace, San Giovanni in Fiore, Spezzano Piccolo